# 퍼스트원 엔터테인먼트
퍼스트원 엔터테인먼트(영어: First.One Entertainment)는 2019년 1월에 창립된 대한민국의 종합 엔터테인먼트 회사이다.

## 현재 소속 연예인
- 박선주

## 이전 소속 연예인
- 나윤권
- 키썸
- 허찬미
- 나인아이